# Пер Вернер Реннінг
Пер Вернер Реннінг (норв. Per Verner Rønning, нар. 9 січня 1983, Левангер) — норвезький футболіст, захисник клубу «Левангер».
Насамперед відомий виступами за клуби «Левангер» та «Буде-Глімт», а також юнацьку збірну Норвегії.

## Клубна кар'єра
Народився 9 січня 1983 року в місті Левангер. Вихованець юнацьких команд футбольних клубів «Соньї» , «Зверре» та «Левангер».
У дорослому футболі дебютував 2002 року виступами за команду клубу «Левангер», у якій провів три сезони, взявши участь у 140 матчах чемпіонату.
Згодом з 2006 по 2007 рік грав у складі команд клубів «Конгсвінгер» та АІК.
Своєю грою за останню команду привернув увагу представників тренерського штабу клубу «Буде-Глімт», до складу якого приєднався 2008 року. Відіграв за команду з Буде наступні три сезони своєї ігрової кар'єри. Більшість часу, проведеного у складі «Буде-Глімта», був основним гравцем захисту команди.
До складу клубу «Русенборг» приєднався 2011 року. Провів за команду з Тронгейма 3,5 сезони, проте гравцем основного складу так і не став, провівши за цей час лише 36 матчів в національному чемпіонаті.
На початку 2015 був орендований своїм рідним клубом «Левангер», який за півроку викупив трансфер гравця.

## Виступи за збірні
2000 року дебютував у складі юнацької збірної Норвегії, взяв участь у 11 іграх на юнацькому рівні.

## Статистика виступів

### Статистика клубних виступів
| Сезон                 | Клуб                  | Чемпіонат             | Чемпіонат | Чемпіонат | Національний кубок | Національний кубок | Національний кубок | Континентальні кубки | Континентальні кубки | Континентальні кубки | Supercoppe | Supercoppe | Supercoppe | Усього | Усього |
| Сезон                 | Клуб                  | Ліга                  | Ігор      | Голів     | Ліга               | Ігор               | Голів              | Ліга                 | Ігор                 | Голів                | Ліга       | Ігор       | Голів      | Ігор   | Голів  |
| --------------------- | --------------------- | --------------------- | --------- | --------- | ------------------ | ------------------ | ------------------ | -------------------- | -------------------- | -------------------- | ---------- | ---------- | ---------- | ------ | ------ |
| 2002                  | «Левангер»            | 2Д                    | ?         | ?         | КН                 | ?                  | ?                  | -                    | -                    | -                    | -          | -          | -          | ?      | ?      |
| 2003                  | «Левангер»            | 2Д                    | ?         | ?         | КН                 | ?                  | ?                  | -                    | -                    | -                    | -          | -          | -          | ?      | ?      |
| 2004                  | «Левангер»            | 2Д                    | ?         | ?         | КН                 | ?                  | ?                  | -                    | -                    | -                    | -          | -          | -          | ?      | ?      |
| 2005                  | «Левангер»            | 2Д                    | ?         | ?         | КН                 | ?                  | ?                  | -                    | -                    | -                    | -          | -          | -          | ?      | ?      |
| Усього за «Левангер»  | Усього за «Левангер»  | Усього за «Левангер»  | ?         | ?         |                    | ?                  | ?                  |                      | -                    | -                    |            | -          | -          | ?      | ?      |
| 2006                  | «Конгсвінгер»         | A                     | 30        | 3         | КН                 | 3                  | 0                  | -                    | -                    | -                    | -          | -          | -          | 33     | 3      |
| 2007                  | «АІК»                 | А                     | 3         | 0         | КШ                 | ?                  | ?                  | КУЄФА                | 0                    | 0                    | -          | -          | -          | ?      | ?      |
| 2008                  | «Буде-Глімт»          | T                     | 25        | 1         | КН                 | 5                  | 1                  | -                    | -                    | -                    | -          | -          | -          | 30     | 2      |
| 2009                  | «Буде-Глімт»          | T                     | 24        | 3         | КН                 | 3                  | 1                  | -                    | -                    | -                    | -          | -          | -          | 27     | 4      |
| 2010                  | «Буде-Глімт»          | A                     | 22        | 1         | КН                 | 3                  | 1                  | -                    | -                    | -                    | -          | -          | -          | 25     | 2      |
| січ.-серп. 2011       | «Буде-Глімт»          | A                     | 18        | 1         | КН                 | 2                  | 0                  | -                    | -                    | -                    | -          | -          | -          | 20     | 1      |
| Усього «Буде-Глімт»   | Усього «Буде-Глімт»   | Усього «Буде-Глімт»   | 89        | 6         |                    | 13                 | 3                  |                      | -                    | -                    |            | -          | -          | 102    | 9      |
| серп.-груд. 2011      | «Русенборг»           | T                     | 5         | 0         | КН                 | -                  | -                  | ЛЄ                   | 2                    | 0                    | -          | -          | -          | 7      | 0      |
| 2012                  | «Русенборг»           | T                     | 0         | 0         | КН                 | 0                  | 0                  | ЛЄ                   | 0                    | 0                    | -          | -          | -          | 0      | 0      |
| Усього за «Русенборг» | Усього за «Русенборг» | Усього за «Русенборг» | 5         | 0         |                    | 0                  | 0                  |                      | 2                    | 0                    |            | -          | -          | 7      | 0      |
| Усього                | Усього                | Усього                | ?         | ?         |                    | ?                  | ?                  |                      | 2                    | 0                    |            | -          | -          | ?      | ?      |